# Lucija Krkoč
Lucija Krkoč, née le 9 avril 1988 à Ajdovščina, est une coureuse de fond slovène. Elle a remporté le Grand Prix WMRA 2011.

## Biographie
Elle devient la première championne d'Europe junior de course en montagne à Cauterets en 2007, cette édition étant la première à incorporer la catégorie junior.
Elle s'entraîne avec Edvin Kosovelj et ses enfants Mitja et Mateja.
Elle connaît une excellente saison 2011 de course en montagne. Lors des championnats d'Europe à Bursa, elle décroche la médaille de bronze derrière Martina Strähl et Antonella Confortola. Elle prend le départ des championnats du monde à Tirana mais elle est forcée d'abandonner en raison de problèmes de santé. Elle remporte les courses d'Arco, du Grintovec et de Šmarna Gora et termine deuxième de la Harakiri-Run. Elle remporte ainsi le Grand Prix WMRA 2011. Cependant, lors de la finale à Šmarna Gora, elle se blesse à la cuisse droite. Elle passe l'année 2012 en convalescence et décide de changer d'entraîneur. Elle sollicite les services de Roman Kejar.
Le 8 mai 2016, elle remporte la Wings for Life World Run à Ljubljana en parcourant 50,84 kilomètres. Elle prend le départ du Gorksi Maraton le 18 juin qui compte comme championnats du monde de course en montagne longue distance. Partant d'abord sur un rythme posé, elle hausse l'allure en fin de course pour aller décrocher la médaille de bronze.
Le 23 avril 2017, alors qu'elle s'entraîne pour participer à nouveau à la Wings for Life World Run, elle s'engage un peu par hasard à l'Ecomaratona del Collio et malgré le fait qu'elle ne soit pas particulièrement en forme (jambes fatiguées, problèmes digestifs), elle remporte la victoire un peu surprise et se découvre une nouvelle passion pour le trail. Elle court ensuite la Wings for Life Word Run le 7 mai à Santiago et parcourt 45,35 km.

## Palmarès

### Course en montagne
| no  | féminin            | Course                                                              | Longueur | Départ           | Temps           |
| --- | ------------------ | ------------------------------------------------------------------- | -------- | ---------------- | --------------- |
| 32e | Médaille d'argent  | Course de Šmarna Gora                                               | 9,2 km   | 7 octobre 2006   | 49 min 32 s     |
| 35e | Médaille de bronze | Course de Šmarna Gora                                               | 9,2 km   | 3 octobre 2009   | 47 min 35 s     |
| 5e  | 5e                 | Championnats d'Europe de course en montagne                         | 9 km     | 4 juillet 2010   | 40 min 17 s     |
| 1re | Médaille d'or      | Castle Mountain Running                                             | 10,4 km  | 22 mai 2011      | 23 min 27 s     |
| 3e  | Médaille de bronze | Championnats d'Europe de course en montagne                         | 8,5 km   | 10 juillet 2011  | 49 min 25 s     |
| 23e | Médaille d'or      | Course de montagne du Grintovec                                     | 5,9 km   | 24 juillet 2011  | 55 min 21 s     |
| 30e | Médaille d'argent  | Harakiri-Run                                                        | 10,4 km  | 31 juillet 2011  | 1 h 3 min 52 s  |
| 26e | Médaille d'or      | Course de Šmarna Gora                                               | 10 km    | 1er octobre 2011 | 50 min 35 s     |
| 1re | Médaille d'or      | Championnats de Slovénie de course en montagne                      | 7,3 km   | 7 juin 2015      | 49 min 9 s      |
| 5e  | 5e                 | Championnats d'Europe de course en montagne                         | 8,25 km  | 4 juillet 2015   | 54 min 53 s     |
| 3e  | Médaille de bronze | Championnats du monde de course en montagne longue distance         | 42,4 km  | 18 juin 2016     | 4 h 30 min 43 s |
| 27e | Médaille d'argent  | Course de montagne du Grintovec                                     | 9,6 km   | 24 juillet 2016  | 1 h 42 min 27 s |
| 12e | Médaille d'or      | Ecomaratona del Collio                                              | 44,3 km  | 23 avril 2017    | 4 h 0 min 37 s  |
| 7e  | Médaille d'or      | Trail del Collio                                                    | 25,9 km  | 28 avril 2019    | 2 h 5 min 15 s  |
| 6e  | Médaille d'or      | Ultra Trail Vipavska dolina - UTVV30                                | 32 km    | 28 avril 2019    | 2 h 54 min 37 s |
| 11e | Médaille d'or      | Course de Šmarna Gora                                               | 11,5 km  | 2 octobre 2021   | 56 min 23 s     |
| 10e | Médaille d'or      | Championnats de Slovénie de course en montagne - montée             | 9,53 km  | 21 avril 2024    | 51 min 3 s      |
| 7e  | 7e                 | Championnats d'Europe de course en montagne - Montée et descente    | 16,0 km  | 2 juin 2024      | 1 h 25 min 46 s |
| 34e | Médaille d'or      | DoloMyths Run                                                       | 22 km    | 21 juillet 2024  | 2 h 34 min 9 s  |
| 4e  | Médaille d'or      | Championnats de Slovénie de course en montagne - montée et descente | 11,7 km  | 15 août 2024     | 57 min 7 s      |

### Route/cross
| Année | Compétition                               | Lieu      | Place | Épreuve       | Performance     |
| ----- | ----------------------------------------- | --------- | ----- | ------------- | --------------- |
| 2007  | Semi-marathon de Ljubljana                | Ljubljana | 3e    | Semi-marathon | 1 h 22 min 26 s |
| 2008  | Semi-marathon de Ljubljana                | Ljubljana | 2e    | Semi-marathon | 1 h 21 min 44 s |
| 2009  | Semi-marathon de Ljubljana                | Ljubljana | 1re   | Semi-marathon | 1 h 18 min 29 s |
| 2010  | Semi-marathon de Rijeka                   | Rijeka    | 2e    | Semi-marathon | 1 h 19 min 31 s |
| 2011  | Championnats de Slovénie de cross-country | Velenje   | 1re   | Cross-country | 17 min 26 s     |
| 2011  | Marathon de Padoue                        | Padoue    | 5e    | Marathon      | 2 h 46 min 13 s |
| 2013  | StraTrieste by Night                      | Trieste   | 2e    | 10 kilomètres | 34 min 43 s     |
| 2014  | Marathon de Ljubljana                     | Ljubljana | 7e    | Marathon      | 2 h 49 min 11 s |
| 2015  | Marathon de Milan                         | Milan     | 6e    | Marathon      | 2 h 47 min 44 s |
| 2016  | Città di Palmanova                        | Palmanova | 2e    | Semi-marathon | 1 h 21 min 36 s |

## Piste
| Année | Compétition                           | Lieu  | Place | Épreuve | Performance    |
| ----- | ------------------------------------- | ----- | ----- | ------- | -------------- |
| 2014  | Championnats de Slovénie d'athlétisme | Celje | 1re   | 5 000 m | 17 min 35 s 15 |

## Records
| Épreuve              | Performance     | Date            | Lieu     |
| -------------------- | --------------- | --------------- | -------- |
| 3 000 mètres         | 10 min 7 s 89   | 15 juin 2006    | Maribor  |
| 5 000 mètres         | 17 min 13 s 78  | 20 juin 2010    | Budapest |
| 10 000 mètres        | 36 min 19 s 72  | 24 avril 2010   | Domžale  |
| 3 000 mètres steeple | 11 min 5 s 87   | 10 juin 2007    | Celje    |
| 10 kilomètres        | 34 min 43 s     | 13 juillet 2013 | Trieste  |
| Semi-marathon        | 1 h 17 min 11 s | 2 mars 2014     | Gorizia  |
| Marathon             | 2 h 46 min 13 s | 17 avril 2011   | Padoue   |